# Micropterus
Micropterus is een geslacht van zoetwatervissen uit de familie van de zonnebaarzen (Centrarchidae) en de orde Perciformes. De geslachtsnaam Micropterus is afgeleid van het Griekse μικρός voor klein of kort en πτερόν (vin of vleugel).

## Kenmerken
Er zijn acht soorten met een gemiddelde lengte (als volwassen vis) tussen de 40 en 60 cm. Er zijn echter soorten, zoals forelbaars, Micropterus salmoides die tot één meter lang kunnen worden.

## Verspreiding en leefgebied
De soorten komen wijd verspreid voor in de Verenigde Staten en Canada ten oosten van de Rocky Mountains en in noordoostelijk Mexico. Diverse soorten, zoals de forelbaars, M. salmoides en M. dolomieu zijn in andere werelddelen geïntroduceerd en kunnen zich daar gedragen als een ecologisch schadelijke exoot.

In Noord-Amerika zijn veel soorten een zeer gewilde prooi voor sportvissers.

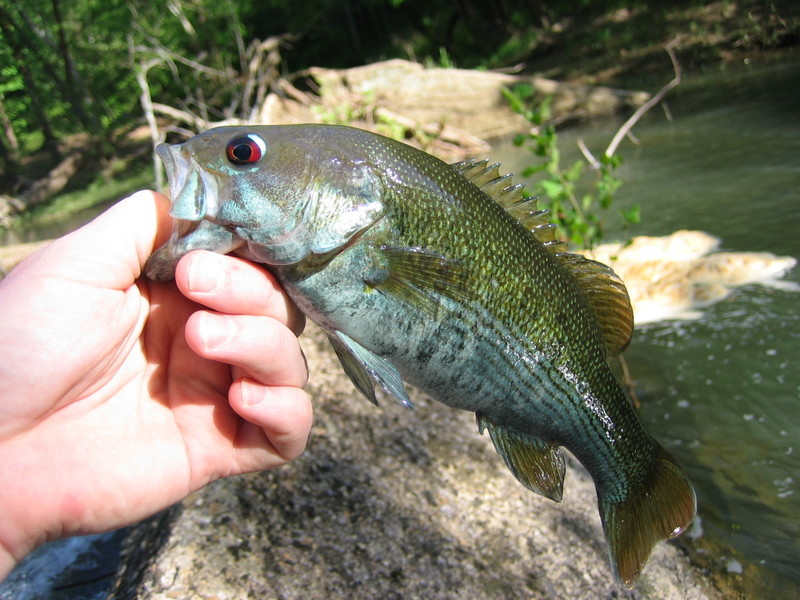
Micropterus coosae
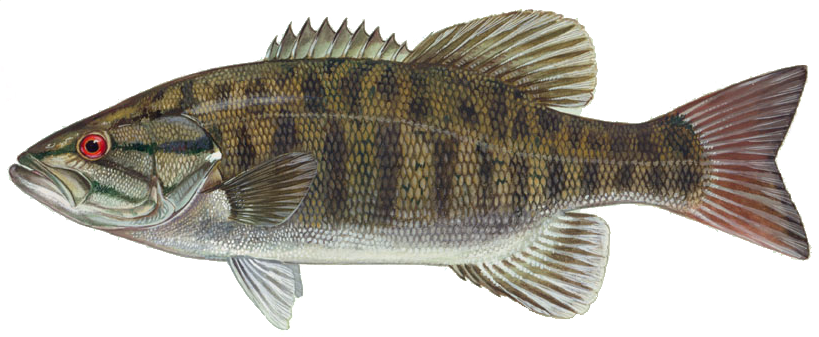
Micropterus dolomieu
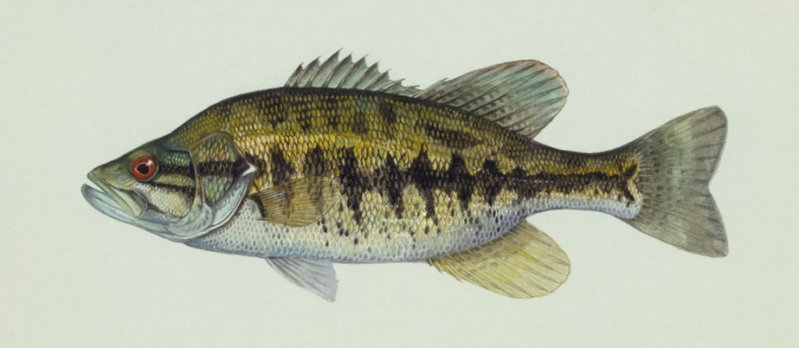
Micropterus notius
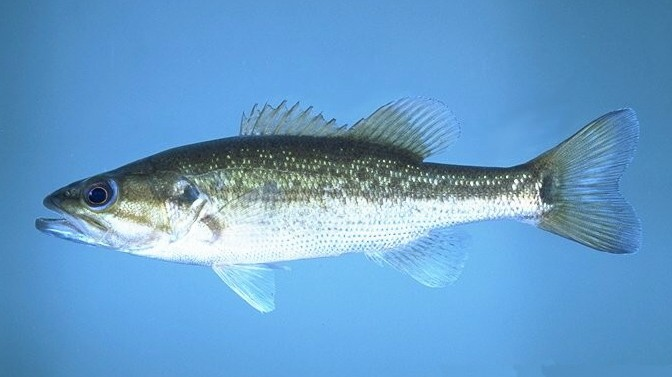
Micropterus punctulatus
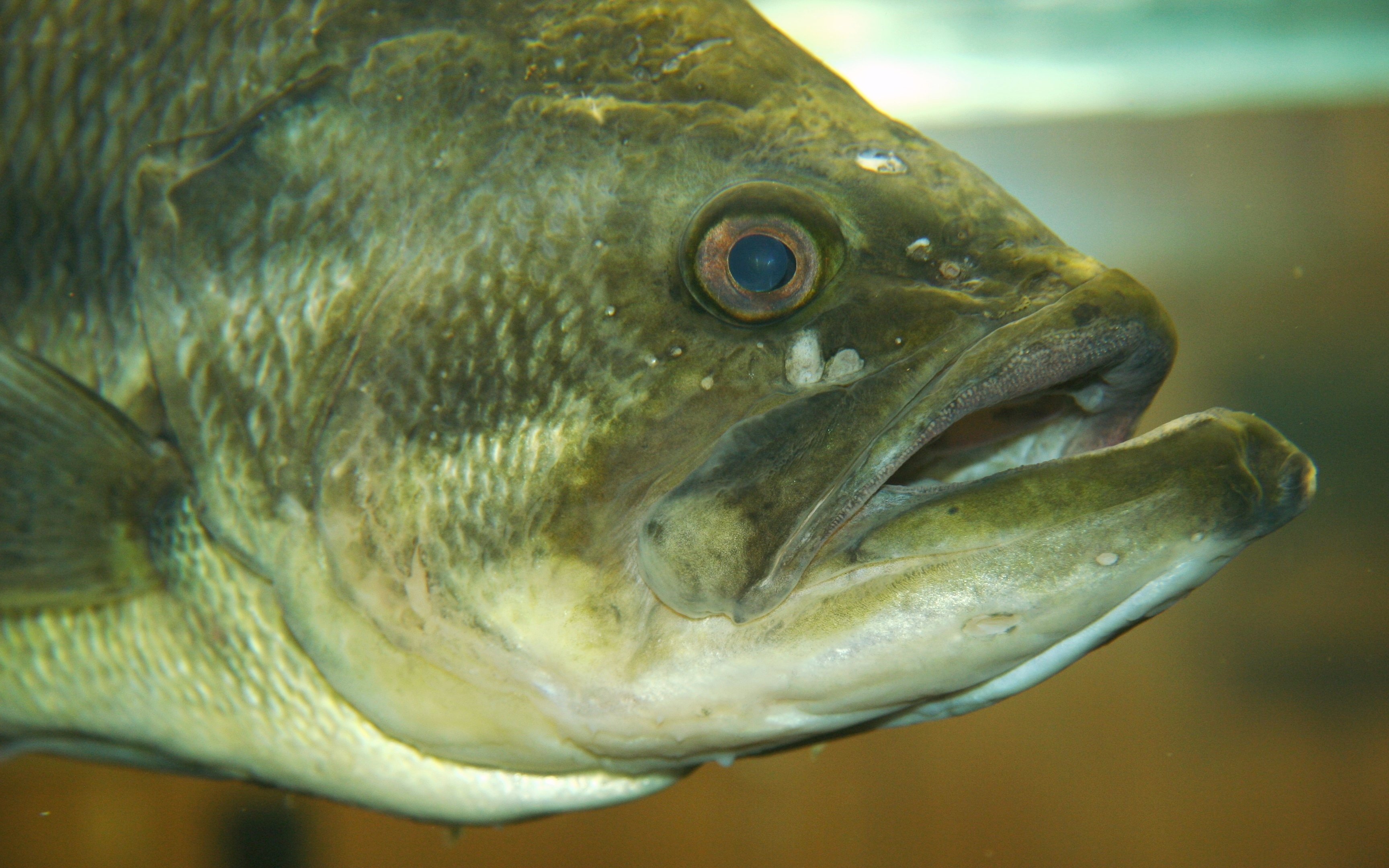
Forelbaars
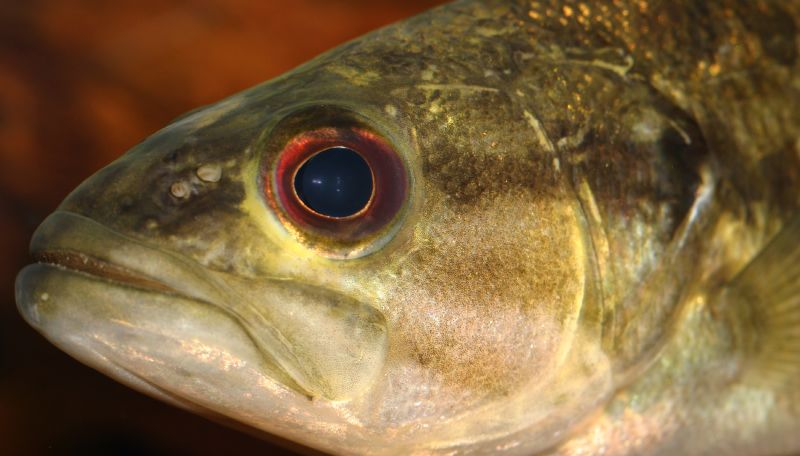
Micropterus treculii

## Soortenlijst[1]
- Micropterus cataractae Williams & Burgess, 1999
- Micropterus coosae Hubbs & Bailey, 1940
- Micropterus dolomieu Lacepède, 1802 – Kleinbekbaars
- Micropterus floridanus (Lesueur, 1822)
- Micropterus notius Bailey & Hubbs, 1949
- Micropterus punctulatus (Rafinesque, 1819)
- Micropterus salmoides (Lacepède, 1802) – Forelbaars
- Micropterus treculii (Vaillant & Bocourt, 1874)